# 丙中洛镇
丙中洛镇（藏語：བོད་གྲོང་གྲོང་རྡལ་），是中华人民共和国云南省怒江傈僳族自治州贡山独龙族怒族自治县下辖的一个乡镇级行政单位。
2011年12月16日，云南省人民政府批复同意撤销丙中洛乡，设立丙中洛镇。

## 行政区划
丙中洛镇下辖以下地区：
丙中洛村、双拉村、甲生村和秋那桶村。